# Estació de Calataiud
Calataiud és una estació ferroviària situada a l'est de Calataiud, a la comarca de la Comunitat de Calataiud a l'Aragó.

## Línia
- Línia 050 (LAV Madrid - Saragossa - Barcelona)
- Línia 200 (Madrid - Saragossa - Barcelona)

## Servicios ferroviarios

### Mitjana Distància Renfe
Per Calataiud circulen els regionals de la línia Saragossa - Arcos de Jalón - Madrid, dels que només 1 tren diari té com a capçalera l'estació de Chamartín. A més també és capçalera de 3 trens Avant que circulen per la LAV Madrid - Saragossa - Barcelona.
| Línies de Mitjana Distància     |              |       |                                                         |                        |
| Procedència/Destinació          | <            | Línia | >                                                       | Procedència/Destinació |
| Arcos de Jalón Madrid-Chamartín | Terrer Ariza | R4    | Embid de Jalón Paracuellos / Saviñán Saragossa-Delicias | Saragossa-Delicias     |
| terminal                        | terminal     | Avant | Saragossa-Delicias                                      | Saragossa-Delicias     |

### Renfe Llarga Distància
Gairebé tots els serveis de llarga distància que circulen per Calataiud són d'ample internacional i circulen per la LAV Madrid - Saragossa - Barcelona, aquests la uneixen amb Saragossa, Madrid, Barcelona, Logronyo, Pamplona i Sant Sebastià entre d'altres.
| Línia                                                                           | <<                              | >>                      | Parades intermèdies | Observacions                                     |
| ------------------------------------------------------------------------------- | ------------------------------- | ----------------------- | --- | ------------------------------------------------ |
| Trens d'ample Internacional que utilitzen la LAV Madrid - Saragossa - Barcelona |                                 |                         | |                                                  |
| AVE                                                                             | Barcelona-Sants                 | Madrid-Puerta de Atocha | Camp de Tarragona · Lleida-Pirineus · Saragossa-Delicias · Guadalajara-Yebes |                                                  |
| AVE                                                                             | Osca                            | Madrid-Puerta de Atocha | Tardienta · Saragossa-Delicias · Guadalajara-Yebes | 1 tren diari                                     |
| Alvia                                                                           | Madrid-Puerta de Atocha         | Hendaia                 | Guadalajara-Yebes · Tudela · Castejón · Tafalla · Pamplona · Zumárraga · Sant Sebastià · Irun | 1 tren diari                                     |
| Alvia                                                                           | Madrid-Puerta de Atocha         | Pamplona                | Guadalajara-Yebes · Tudela · Tafalla | 3 trens diaris                                   |
| Alvia                                                                           | Madrid-Puerta de Atocha         | Logronyo                | Guadalajara-Yebes · Tudela · Alfaro · Calahorra | 1 tren diari                                     |
| Trens d'ample Ibèric                                                            |                                 |                         | |                                                  |
| Estrella Costa Brava                                                            | Portbou / Cervera de la Marenda | Madrid-Chamartín        | Llançà · Figueres · Flaçà · Girona · Caldes de Malavella · Granollers Centre · Barcelona-Sants · Sant Vicenç de Calders · Tarragona · Reus · Saragossa-Delicias · Arcos de Jalón · Sigüenza · Guadalajara · Alcalá de Henares | Té com a origen Portbou i com destinació Cervera |